# Газопухирцева хвороба (риби)
Газопухирцева хвороба (газова емболія) - патологічний стан риб, що викликається закупоренням пухирцями газу дрібних, в основному зябрових, кровоносних судин.

## Поширення та економічний збиток
Хвороба зазвичай спостерігається в басейнах, акваріумах, невеликих дрібних ставках в основному у молоді риб (личинок і мальків), а також при перевезеннях риб із застосуванням аерації води. Вона може викликати масову загибель риб і завдавати значної шкоди.

## Етіологія
Розвиток хвороби обумовлено швидкою зміною парціального тиску кисню та інших газів (в основному азоту) у воді і крові риб. При швидкій зміні тиску або підвищенні температури води гази переходять з розчиненого в газоподібний стан з утворенням пухирців, які призводять до газової емболії.
Перенасичення води киснем відбувається в непроточних або слабопроточних, освітлюваних сонцем водоймах при швидкому розвитку в них одноклітинних зелених водоростей. Вночі відбувається зворотне поглинання ними кисню і його вміст у воді різко знижується. 
Перенасичення води газами в басейнах з механічною подачею води можна спостерігати при забиранні насосами разом з водою і повітря. У цих випадках відбуваються перемішування повітря з водою і утворення водно-повітряної суміші. Подача такої води в басейни протягом одного або декількох годин може викликати масову загибель риб від газової емболії. Газова емболія може настати за перенасичення води і іншими газами більше граничного значення %, а частіше спостерігається при 130-140% - вому насиченні. 
Причина газової емболії може бути і фізіологічна (пошкодження зябер у більшості випадків призводить до обмеження споживання кисню).

## Симптоми і патологоанатомічні зміни
Перші ознаки хвороби з'являються у личинок коропа вже на 2-3-й день після вилуплення: невелике перенаповнення газом плавального міхура і наявність пухирців газу в кишечнику. Потім з'являються множинні підшкірні пухирці. Вражена молодь тримається на поверхні води вгору черевцем, не приймає корм. У риб старших вікових груп відзначають судорожне тремтіння плавників, порушення частоти і ритму дихання, загострену реакцію на зовнішні подразники.
У хворих риб під епідермісом шкіри, в області очей, плавників і на інших ділянках тіла виявляють пухирці повітря. Захворювання часто супроводжується масовою загибеллю риб.
При розтині хворих і загиблих риб газові пухирці виявляють під серозними оболонками внутрішніх органів (печінки, нирок, серця та ін.).

## Діагностика
Діагноз ставлять на підставі клінічних ознак хвороби, визначення вмісту кисню та інших газів у воді.
Для вимірювання вмісту азоту у воді потрібне спеціалізоване (і досить дороге) обладнання, але можна застосувати нескладний «пальцевий тест», щоб визначити, чи є перенасичення води газом. Цей тест полягає в наступному: якщо на сухому пальці, зануреному в акваріум приблизно на одну хвилину, утворюються численні пухирці, значить, в акваріумі існує проблема перенасичення. Цей тест можна використовувати також для перевірки недавно налитої з-під крана води, перш ніж додавати її в акваріум.

## Заходи боротьби і профілактика
Для усунення перенасичення води газами збільшують проточність водойм, інтенсивно перемішують воду або встановлюють дрібнодисперсні аератори на дні водойм. При примусовій водоподачі або підігріві води для інкубаційних цехів спочатку її відстоюють у проміжних басейнах для стабілізації газового складу. У ставках необхідно проводити меліоративні роботи, щоб виключити масове цвітіння води.

## Санітарна оцінка риби
Товарна риба при ураженні газопухирцевою хворобою допускається в їжу без обмежень.